# Achaeus powelli
Achaeus powelli is een krabbensoort uit de familie van de Inachidae. De wetenschappelijke naam van de soort is voor het eerst geldig gepubliceerd in 1982 door Manning.